# Diospyros veillonii
Diospyros veillonii är en tvåhjärtbladig växtart som beskrevs av Frank White. Diospyros veillonii ingår i släktet Diospyros och familjen Ebenaceae. Inga underarter finns listade i Catalogue of Life.